# تانگ
چِنگ تانگ(به زبان چینی:商湯)(زاده۱۶۱۷-درگذشته ۱۵۸۸ پیش از میلاد) بنیادگذار و پادشاه دودمان شانگ در چین بود. نام اصلی او زی‌لو(Zi Lü 子履) بود و پس از مرگ به نام تانگ شناخته شد.
تانگ با براندازی امپراتور جیه واپسین فرمانروای دودمان شیا بر سر کار آمد. او پیش از پادشاهی هفده سال بر قبیله خویش فرمان می‌راند و در این زمان خردمندان را بر سر کارهای مهم گمارد و بخش‌های قدرتش را فراهم ساخت. آنگاه که فرود دودمان شیا را دید با آنان به جنگ پرداخت و پس از یازده جنگ سرزمینهای بسیاری را به چنگ آورد و دولتهای چندی را نیز فرمانبر خود ساخت. پس از اینکه دولت شیا با شورش درونی روبرو شد سرانجام در ۱۶۰۰ (پیش از میلاد) تانگ به پیروزی پایانی رسید و جیه را نیز تا پایان زندگیش از کشور تبعید کرد.
بسیاری از چینیان به تانگ به دیده احترام می‌نگرند. او باج و خراج را کاهش داد و از نرخ خدمت سربازی اجباری کاست. او نفوذش را در راستای رود زرد گسترد و بسیاری از سرزمینهای دوردست را خراجگزار خود نمود. او همچنین آنیانگ را پایتخت تازه خود نمود.
امپراتوری گرکپو که بعد از امپراتوری تانگ به وسیلهٔ نیماها تأسیس شد و ۱۵۹۸ سال پا بر جا ماند. از نظر مورخین قدرتمندترین امپراتوری در طول تاریخ چین است به‌طوری که هیچ حکومتی قدرت مقابله با ان را نداشت. این امپراتوری امپراتوری‌های بویو و گوگوریو و هان و چین را برای مدت ۷۵۹ سال تحت سلطهٔ خود قرار داد.